# Acción jurisdiccional
La acción jurisdiccional es el derecho de acceso a los juzgados y tribunales solicitando que ejerzan la potestad de juzgar y hacer ejecutar lo juzgado. Es un derecho "abstracto" que se satisface con una resolución judicial que acuerde la admisión a trámite de lo solicitado. También, se satisface con una resolución judicial que declare la inadmisibilidad a trámite.
En una visión actual de esta categoría, se puede indicar que es un derecho público abstracto, ya que, en la mayoría de los Estados occidentales, poseen este derecho como una categoría fundamental de sus ordenamientos jurídicos, específicamente en su Constitución.
La acción jurisdiccional es, también, el derecho de acceder a una resolución judicial sobre el fondo del asunto. Es el derecho a la acción en sentido concreto. Se satisface con una resolución judicial favorable y con una desfavorable.
No debe confundirse la acción jurisdiccional con la acción o ejercicio de los derechos y el cumplimiento de los deberes

## Clases de acciones
Las más importantes son las siguientes:

### Acciones reales y acciones personales
Según el jurista Gayo, una acción es personal (actio in personam) cuando reclamamos frente a quién está obligado con nosotros, como consecuencia de un contrato o un delito, como por ejemplo, una deuda: si el deudor no paga, entonces el acreedor tiene que iniciar un proceso ejecutivo, siempre y cuando medie un título ejecutivo o de lo contrario será procedente iniciar únicamente un proceso ordinario para reclamar el(los) derecho(s) pretendido(s). Una acción es real (actio in rem) cuando decimos que un objeto es de nuestra propiedad o que un derecho nos compete. Las acciones personales servían para proteger un derecho de obligación, y las acciones reales para proteger un derecho real.

### Acciones civiles y acciones honorarias
Las acciones civiles son las concedidas por el derecho civil para proteger determinadas relaciones jurídicas, contempladas en él de antemano. Por otro lado, las acciones honorarias son aquellas creadas y concedidas por el magistrado  (normalmente por el Pretor ) para proteger aquellas relaciones no contempladas en el derecho civil.
Entre las acciones honorarias distinguimos también las acciones útiles, in factum, ficticias, y con trasposición de personas. Las primeras son acciones civiles que el Pretor extendía a otros supuestos semejantes no incluidos en el derecho civil. Las acciones in factum son las creadas por el magistrado para proteger un supuesto nuevo, no reconocido en el derecho civil. Las acciones ficticias ocurren cuando se contiene la ficción de un hecho o cualidad, y se le ordena al juez que proceda como si los eventos fueran ciertos. Por último esta la trasposición de personas, las cual se caracteriza porque en la intentio y en la condemnatio aparecen distintas personas.

### Acciones reipersecutorias, penales y mixtas
Las reipersecutorias persiguen la devolución de una cosa de la que hemos sido privados, o la reparación de un daño que se nos ha causado. Su función es, pues, la de indemnizar al afectado. Las acciones penales persiguen el pago de una pena pecuniaria (poena) por parte del responsable, por lo que su función es punitiva. Acciones mixtas son las que persiguen la indemnización, pero también tienen carácter punitivo.

### Acciones de estricto derecho y acciones de buena fe
Las acciones de estricto derecho (strictii iuris) son aquellas en las que no se deja al juez margen de duda o de matiz para su resolución. Al contrario, en las acciones de buena fe (bona fides) se le deja al juez un amplio margen de valoración para su resolución.

## Evolución histórica del concepto
La acción surge por primera vez en Roma, en un principio, para que el ciudadano romano defendiese sus derechos de una manera formalista, repitiendo fórmulas memorizadas y estrictas. Sin embargo, en vista de que los no ciudadanos Romanos no podían acogerse al Derecho Arcaico, surge en la República la figura del pretor o praetor, que suaviza el Derecho al dotar de acciones al Ius Gentium.
Con el paso del tiempo, y ya rumbo a la llegada del Imperio, el formalismo cae en desuso, y los mismos ciudadanos romanos prefieren acudir al pretor y a un iudex que a los juicios a la antigua usanza.
Pero el Imperio, con un procedimiento que en principio surgió para casos extraordinarios (de ahí su nombre; Extra Ordinem), revoluciona el Derecho al regresar, por un lado, a un procedimiento monofásico ante una misma autoridad, pero, por el otro, romper de una vez y para siempre con el formalismo. La gente fue acogiéndose más y más a este proceso, de forma tal que ya no hubo quien acudiera a los otros, por lo que el Emperador los disolvió.
Debido a que los teóricos clásicos se centraban más en los aspectos prácticos del Derecho, formularon poca doctrina en torno a la acción, y la única clasificación de ésta formulada por los propios romanos es según el objeto de la misma: Actio in rem, o Actio in Personam.
La mayoría de los derechos neorromanistas conservan, del Derecho romano, un procedimiento uni-instancial para cosas de poca cuantía o gravedad (juzgados de paz), y un procedimiento bi-instancial, como el pretoriano, para cuestiones más importantes.
Hoy en día, existen tantas teorías en torno a la acción como autores, pero en su esencia, la acción persiste, y persiste como derecho de la persona para exigir a la autoridad jurisdiccional que le reconozca un derecho, y que ordene que se actúe en consecuencia. Recibe el nombre de acción porque es la manera en que el individuo actúa para exigir sus derechos de forma legal.
Más como característica común a los autores modernos se caracteriza a la acción como un derecho público, autónomo, abstracto, independiente
En el derecho común anglosajón (Commonlaw) la acción tiene el mismo sentido, es la demanda a iniciativa del reclamante que exige ante la autoridad hacer valer sus derechos. Las acciones se classifican según los derechos que se reclaman.